# 野田由美子
野田 由美子（のだ ゆみこ、1960年1月26日 - ）は、日本の実業家。ヴェオリア・ジャパン代表取締役会長、日本経済団体連合会審議員会副議長、出光興産社外取締役、ベネッセホールディングス取締役。デジタル田園都市国家構想実現会議メンバーであり、過去には横浜市副市長、内閣府の委員などを務めた。日本でPFIを普及させた人物とされる。

## 来歴
神奈川県横浜市港北区で育つ。教育関係の出版社に勤務する厳格な父の元で育ち、麻布中学校・高等学校に進んだ3歳上の兄の影響で中学受験を志望し、東京学芸大学附属世田谷中学校に進学した。東京大学への進学も兄が影響しており、反対する父（お茶の水女子大学か津田塾大学しか認めなかった）を母が説得して許しを得たという。東京大学の教養学部前期課程では川本裕子や渡邊あゆみが同期であり、川本とは親交があった。
1982年に東京大学文学部を卒業。当時は（男女雇用機会均等法施行以前で）日本企業の女性採用がほとんど一般職だったため、総合職で働けることを理由にバンク・オブ・アメリカ東京支店に入社した。企画した合コンで出会った日本興業銀行勤務の男性と25歳で結婚する。社内で重職に就く人が経営学修士（MBA）保持者だったことに刺激を受け、バンク・オブ・アメリカを退職してハーバード・ビジネス・スクールに留学する。前記の通り既婚であったが、企業留学でマサチューセッツ工科大学に学ぶことになった夫と揃って渡米した。1990年にハーバード・ビジネス・スクールを修了したのち、日本長期信用銀行（長銀）に入社。夫がハーバード大学の博士課程を終えてロンドン・ビジネス・スクールで教職に就くのに伴ってロンドン支店勤務となる。ロンドン支店では次長（ストラクチャード・ファイナンス部門統括）を務め、ここでPFIビジネスに出会った。しかし、2年後に長銀が経営破綻し、英国のプライスウォーターハウスクーパース（PwC）に転職。2000年、日本に帰国。PwCの日本法人であるフィナンシャル・アドバイザリー・サービスのパートナー（パブリック・プライベート・パートナーシップ・民営化部門統括）に就任。PFIスクールの主宰や講演などを通じて、日本におけるPFIの普及に携わった。その実績が評価され、2004年に日経WOMAN主催「日経ウーマン・オブ・ザ・イヤー」のリーダーシップ部門1位、総合3位を受賞した。
2007年には横浜市長の中田宏に副市長として起用される。官民連携の促進に向けて共創推進本部の設立に従事したほか、2008年に横浜市で開催された第4回アフリカ開発会議では横浜市のアフリカ開発会議開催推進本部長に就任し、統括。同会議は、アフリカ諸国から41名の国家元首・首脳級が出席。全体で3,000名以上が参加した大規模な国際会議となった。しかし、中田が辞職した後、野田も2009年9月に辞職した。当時、横浜市では横浜港開港150周年の記念博覧会（開国博Y150）が低調に終わり、その責任問題が市議会で追及される矢先のことだった。2020年のインタビュー記事で、野田は当時を振り返り、「集客や収益などの見通しが甘いと思ったが、すでに概要が固まってしまっており、どうにもならなかった。担当副市長として結果責任を取った」と辞任理由を述べている。また、辞任するに当たって、「同じ失敗を繰り返さぬように、第三者による検証を申し入れたが受け入れられなかった」という。退職時、野田は退職金全額を横浜市に寄付する形で返納した。
横浜市副市長を退任した後、北京の清華大学日本研究センターのシニアフェローを経て、PwCアドバイザリーのパートナー（インフラ・PPP部門アジア太平洋地区統括）として復職。2017年、フランスを本社とする総合環境サービス企業の日本法人であるヴェオリア・ジャパンの代表取締役社長となる。2019年には経済同友会行政改革委員会委員長に就任、翌年の2020年には日本経済団体連合会審議員会副議長・環境安全委員会委員長にも就任し、ヴェオリア・ジャパンの代表取締役会長となる。2021年6月より出光興産社外取締役及びベネッセホールディングス社外取締役に就任。その他、日本でPFIを普及させた第一人者として国の審議会委員などを歴任している。近年は、持続可能な経済社会の実現に向け、リニアエコノミーからサーキュラーエコノミーへの転換の重要性を主張している。
2023年2月、経団連副会長に内定。外資系初、女性として史上二人目の副会長。

## 年譜
- 1982年　バンク‧オブ‧アメリカ東京⽀店　調査部アナリスト
- 1990年　⽇本⻑期信⽤銀⾏本店　プロジェクトファイナンス部調査役[13]
- 1991年　⽇本⻑期信⽤銀⾏ニューヨーク⽀店　バイスプレジデント (企業⾦融担当)
- 1996年　⽇本⻑期信⽤銀⾏ロンドン⽀店　次⻑
- 1999年　プライスウォーターハウスクーパース(PwC)　英国本社 ディレクター
- 2000年　PwCフィナンシャル‧アドバイザリー‧サービス(⽇本)　パートナー
- 2007年　横浜市 副市⻑
- 2009年　清華⼤学⽇本研究センター (北京)　シニアフェロー
- 2011年　PwCアドバイザリー　パートナー 都市ソリューションセンター⻑(⽇本、シンガポール）
- 2017年　ヴェオリア‧ジャパン株式会社　代表取締役社⻑
- 2020年　ヴェオリア‧ジャパン株式会社　代表取締役会長 (現職)
- 2021年　出光興産株式会社　社外取締役 (現職)
- 2021年　株式会社ベネッセホールディングス　社外取締役 (現職)
- 2024年　東日本旅客鉄道株式会社 社外取締役 (現職)

## 現職
- ヴェオリア・ジャパン代表取締役会長
- デジタル田園都市国家構想実現会議メンバー
- 日本経済団体連合会副会長・理事
- 出光興産社外取締役
- ベネッセホールディングス取締役
- 東日本旅客鉄道取締役

## 議論
ヴェオリア・ジャパンが手がける水道コンセッション事業に関して、野田がヴェオリアに入社する10年前に公的機関の委員として関与していた点を疑問視する指摘がなされている。

## 委員経験
- 経済産業省「日本版PPP研究会」
- 国土交通省「航空行政における環境整備政策に関する委員会」
- 総務省「消防力の整備指針に関する調査検討会」
- 文部科学省「宇宙開発委員会」
- 外務省「ODA評価委員会」
- 横浜市「市営交通事業のあり方検討委員会」「事業再評価委員会」
- 埼玉県「経営戦略会議」
- 富山県「政策参与」
- 内閣官房　デジタル田園都市国家構想実現会議 構成員
- デジタル庁　デジタル社会構想会議 構成員
- 一般社団法人⽇本経済団体連合会　審議員会副議⻑・環境委員会 委員⻑
- 国⼟交通省　交通政策審議会 委員
- 経済産業省　産業構造審議会通商‧貿易分科会 委員
- 内閣府　総合科学技術・イノベーション会議 評価専門調査会 委員
- 民間資金等活用事業推進委員会 総合部会 委員
- 内閣府　環境未来都市推進委員会 委員
- ⽂部科学省　科学技術‧学術政策研究所 顧問

## 著書
- 『PFIの知識』日経文庫
- 『完全網羅日本版PFI』（共著）山海堂
- 『都市輸出』（監修）東洋経済新報社